# Speelplastieken
Langs de Etnastraat in Amsterdam Nieuw-West staat een serie van titelloze artistieke kunstwerken binnen de categorie toegepaste kunst, gevangen onder de noemer speelplastieken.
Jos Wong ontwierp rond 1968 eenentwintig plastieken in felle kleuren voor het Delflandplein. Het ging om stalen constructies op pootjes, die de jeugd op het plein moesten uitnodigen erop te spelen. Ze worden gekarakteriseerd door golfvormen. Enig nadeel was destijds dat de objecten op een tegelondergrond werden gezet, vallende kinderen bezeerden zich behoorlijk als ze er vanaf vielen.
Het Delflandplein kent een geschiedenis van herinrichtingen en bij een van die herinrichtingen werden de speelobjecten verwijderd en verhuisd naar een opslagplaats. Negentien van de eenentwintig objecten vonden echter in 2015 een nieuwe plaats in de berm van de Etnastraat, waar ze langs een voetpad staan opgesteld. De kleuren zijn verwijderd; ze blinken in het zonlicht.

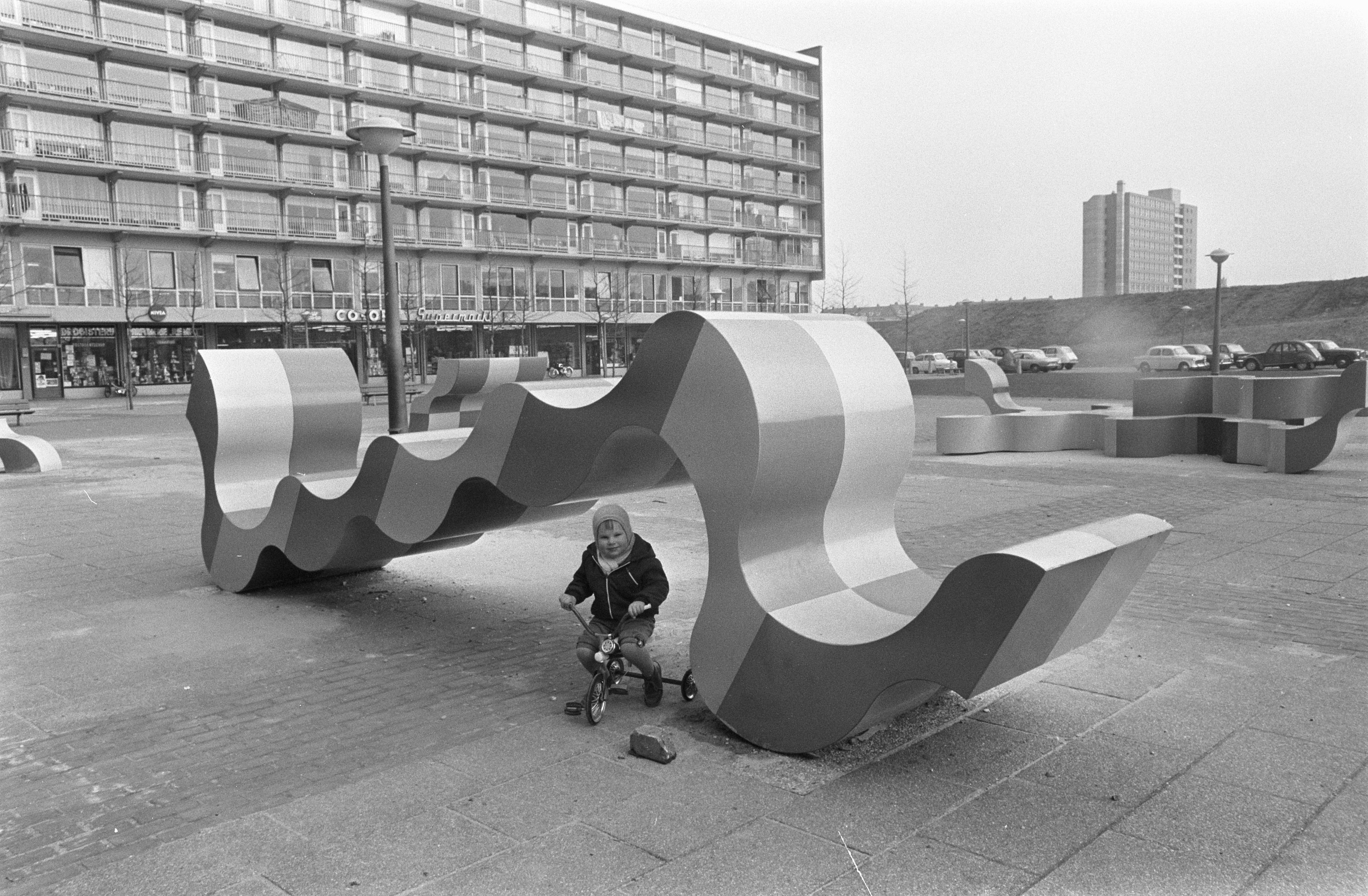
Jos Wong op het Delflandplein (maart 1969)